# 화정역 (광주)
화정역(Hwajeong station, 花亭驛)은 대한민국 광주광역시 서구 화정동에 있는 광주 도시철도 1호선의 지하철역이다.

## 역 구조
2면 2선의 상대식 승강장을 가진 지하역이다. 승강장에 스크린도어가 설치되어 있다.
대합실을 통해, 반대편 승강장으로 이동이 가능하다.

### 승강장
| 농성 ↑ |
| \| 상  |
| ↓ 쌍촌 |

| 상행 | ● 광주 도시철도 1호선 | 녹동 방면 |
| 하행 | ● 광주 도시철도 1호선 | 평동 방면 |

## 역 주변
- 1번출구

광주서석중·고등학교, 유니버시아드힐스테이트, 선내과, 다나피부과의원, 허성희이비인후과
- 2번출구

광주광역시교육청, 전남지방경찰청기동대, 전남도로안전관리사업소, 광주중앙교회
- 3번출구

광주광역시소방안전본부, 서부경찰서중부지구대, 내방동주공아파트, 현대아파트, 자성사
- 4번출구

화정1동행정복지센터, 광주서초등학교, 광주은행 서광주지점, 대주회계법인, 광주종합버스터미널방면, 서부경찰서화정파출소

## 승차량 변동
2006년까지의 양은 홈페이지를 통해 공개된 바는 없다.
| 역 노선 | 승차 인원 | 승차 인원 | 승차 인원 | 승차 인원 | 승차 인원 | 승차 인원 | 승차 인원 | 승차 인원 | 승차 인원 | 승차 인원 | 승차 인원 |
| 역 노선 | 2007년    | 2008년    | 2009년    | 2010년    | 2011년    | 2012년    | 2013년    | 2014년    | 2015년    | 2016년    | 2017년    |
| ------- | --------- | --------- | --------- | --------- | --------- | --------- | --------- | --------- | --------- | --------- | --------- |
| 1호선   | 1918      | 2013      | 2190      | 2183      | 2123      | 2051      | 2048      | 2042      | 2089      | 2184      | 2268      |

## 인접한 역
| 광주 도시철도 1호선 | 광주 도시철도 1호선   | 광주 도시철도 1호선 |
| ------------------- | --------------------- | ------------------- |
| 109 농성 녹동 방면  | ● 광주 도시철도 1호선 | 111 쌍촌 평동 방면  |

## 화랑

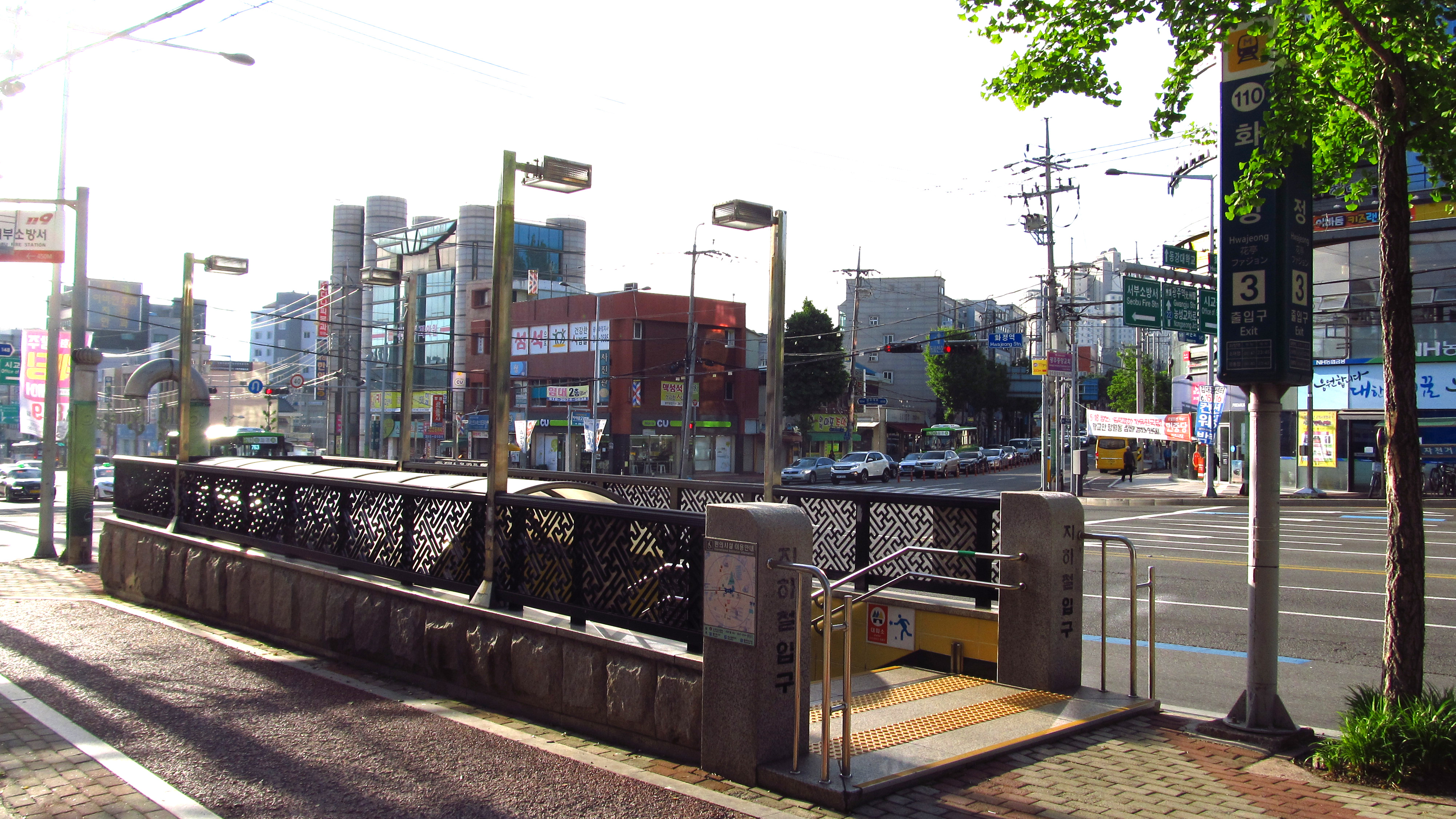
3번 출구
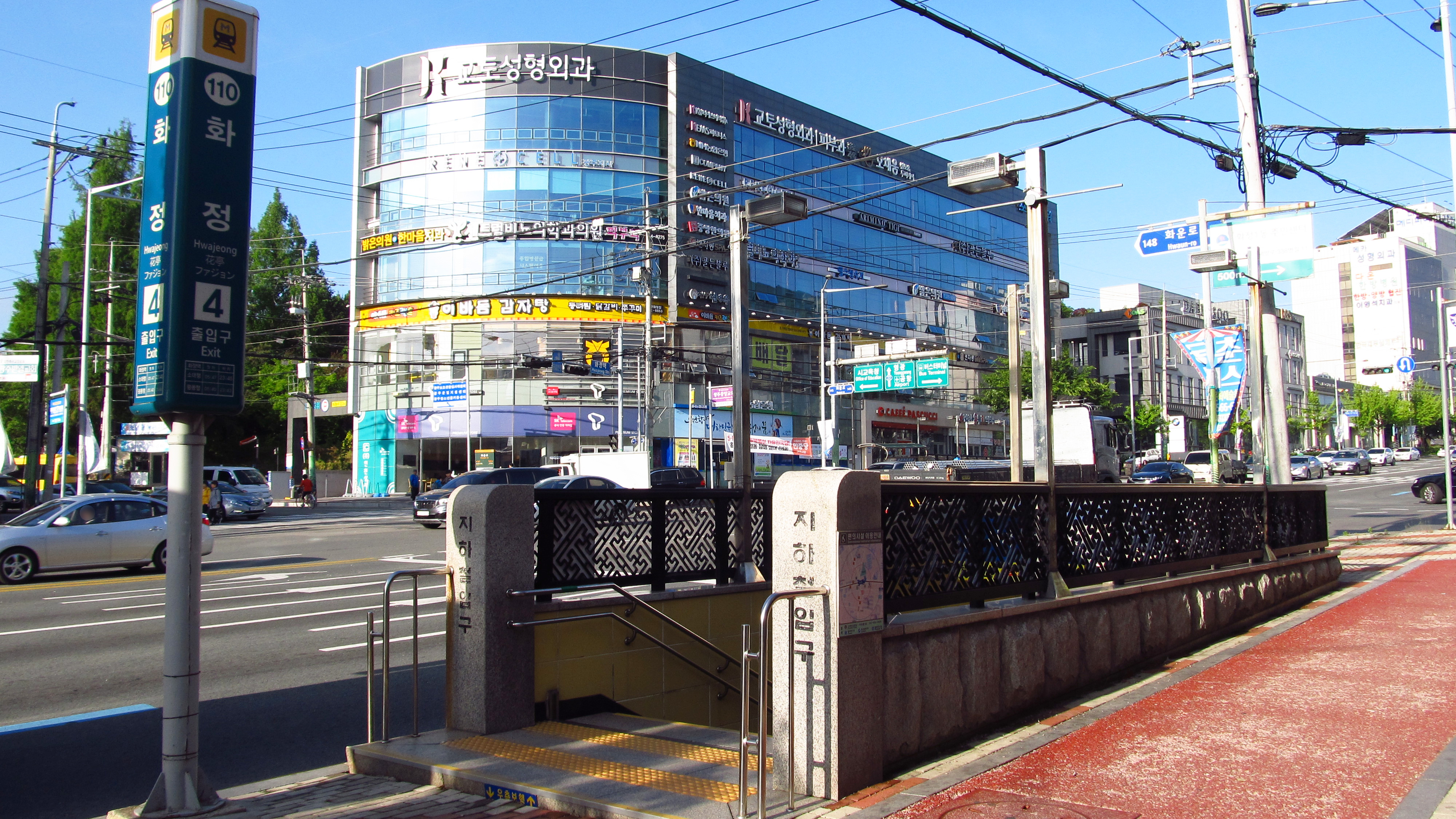
4번 출구